# Osama Al-Muwallad
Osama Al-Muwallad (en árabe: أسامة المولد‎; Yeda, Arabia Saudita, 15 de mayo de 1984) es un exfutbolista de Arabia Saudita que jugaba en la posición de defensa.

## Carrera

### Club
Jugó toda su carrera con el Ittihad FC de 2000 a 2016, con el que anotó 26 goles, ganó cinco títulos de liga. cuatro copas nacionales, cinco títulos internacionales de clubes y participó en la Copa Mundial de Clubes de la FIFA 2005.

### Selección nacional
Jugó para Arabia Saudita en 39 ocasiones de 2004 a 2014 y anotó siete goles; participó en la copa Mundial de Fútbol Sub-20 de 2003 y la Copa Asiática 2011.

## Logros
- Liga Profesional Saudí (5): 2000, 2001, 2003, 2007, 2009
- Copa del Rey de Campeones (2): 2010, 2013
- Copa del Príncipe de la Corona Saudí (2): 2001, 2004
- Liga de Campeones de la AFC (2): 2004, 2005
- Liga de Campeones Árabe (1): 2005
- Supercopa Saudi-Egipcia (2): 2001, 2003

## Estadísticas

### Goles con selección nacional
| # | Fecha      | Sede                    | Rival     | Resultado | Torneo                                                     |
| - | ---------- | ----------------------- | --------- | --------- | ---------------------------------------------------------- |
| 1 | 5-10-2004  | Dammam, Arabia Saudita  | Siria     | 2–2       | Amistoso                                                   |
| 2 | 24-5-2008  | Dammam, Arabia Saudita  | Siria     | 1–0       | Amistoso                                                   |
| 3 | 28-3-2009  | Azadi Stadium, Tehran   | Irán      | 2–1       | Clasificación para la Copa Mundial de Fútbol de 2010 (AFC) |
| 4 | 22-11-2010 | Aden, Yemen             | Yemen     | 4–0       | Copa de Naciones del Golfo de 2010                         |
| 5 | 31-12-2010 | Sanad, Baréin           | Baréin    | 1–0       | Amistoso                                                   |
| 6 | 23-7-2011  | Jeddah, Arabia Saudita  | Hong Kong | 3–0       | Clasificación para la Copa Mundial de Fútbol de 2014 (AFC) |
| 7 | 14-10-2012 | Al-Ahsa, Arabia Saudita | Congo     | 3–2       | Amistoso                                                   |